# 格倫達洛
格倫達洛（英語：Glendalough）是位於愛爾蘭共和國威克洛郡的一座冰川谷，以由聖凱文建於中世紀早期6世紀時的修道院而聞名。現在格倫達洛則成為著名的觀光景點，並且也保存有優美的自然景觀。

## 外部連結
- List of the various monuments in Glendalough
- Megalithic Ireland's Glendalough Monastic Site （页面存档备份，存于）
- Monastic buildings of Glendalough (Archived link)

53°00′37″N 6°19′39″W / 53.01028°N 6.32750°W